# Perigea trita
Perigea trita är en fjärilsart som beskrevs av Heinrich Benno Möschler 1886. Perigea trita ingår i släktet Perigea och familjen nattflyn. Inga underarter finns listade i Catalogue of Life.